# Usina Hidrelétrica Passo Real
A Usina Hidrelétrica Passo Real é uma usina hidrelétrica brasileira localizada no Rio Jacuí, no município de Salto do Jacuí, no Rio Grande do Sul. Tem potência efetiva de 158 MW e a concessionária é a Companhia Estadual de Geração e Transmissão de Energia Elétrica.
Com construção iniciada 1968 e inaugurada em 1973, a Usina Hidrelétrica do Passo Real é constituída de uma barragem, que forma o reservatório de regulação para os aproveitamentos a jusante, com 3,85 km de extensão e 58 metros de altura, e do maior lago artificial do Rio Grande do Sul, com 610 km de orla, e que levou três anos para ser enchido com as águas do recém represado Jacuí. Construída em uma região então remota do estado, formou-se ali uma cidade planejada inicialmente para atender aos trabalhadores envolvidos na construção da usina.
O custo da construção da usina foi de US$ 100 milhões à época, R$ 2,5 bilhões em valores de 2018.
Em 2015, a usina foi desativada para desacentuar o efeito de enchentes que atingiam o estado, acumulando a água no lago acima da barragem, sendo posteriormente reativada. Em 2018, uma das unidades geradoras passava por amplas reformas.